# Intercamp
Der Wohnwagen Intercamp (IC) wurde von 1975 bis Ende der 1980er Jahre in Georgewitz-Bellwitz im VEB Oberlausitzer Stahl- und Fahrzeugbau Bellwitz hergestellt. Die öffentliche Präsentation erfolgte auf der Leipziger Herbstmesse 1974. Der Intercamp löste den bisher in Bellwitz produzierten Typ C5/3S/B ab.

## Versionen

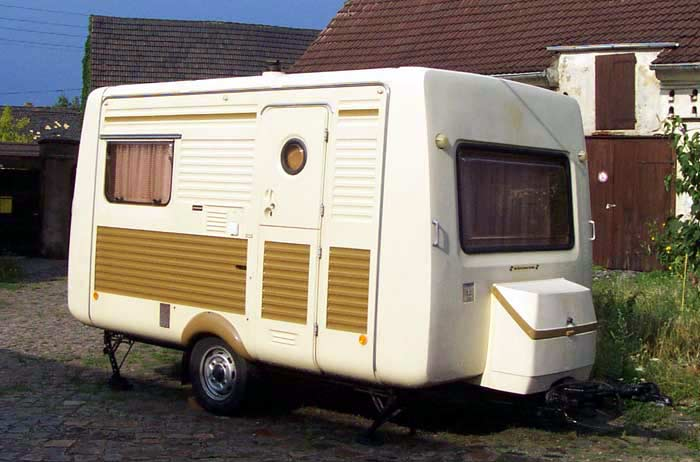
Intercamp 355 L

Es gab im Wesentlichen zwei Modelle mit verschiedenen Detailausführungen: den Intercamp (IC) 355 und den IC 440. Diese beiden Modelle unterscheiden sich hauptsächlich durch ihre Aufbaulänge von 3,55 m bzw. 4,40 m. Daraus resultierten verschiedene Ausführungen der Innenausstattung. Die Eigenmasse des Typ 355 betrug 520 kg, die zulässige Gesamtmasse 650 kg.
Es gab den IC 355 L und (später parallel) den IC 355 LB. Der IC 355 L hat Schlafmöglichkeiten in Bug und Heck, die zu Sitzgruppen umgebaut werden können, eine Küche auf der in Fahrtrichtung linken Seite und einen Kleiderschrank auf der rechten Seite. Bei einigen Versionen war hier im unteren Bereich eine Heizung (Solar 3000 aus DDR-Produktion oder Trumatic 3002 aus westdeutscher Produktion) eingebaut.
Beim IC 355 LB gab es eine Bugküche, neben der sich ein Sanitärraum auf der in Fahrtrichtung linken Seite befand. Im Heck befand sich eine Rundsitzgruppe, die zur Liegefläche umgebaut werden konnte. Auf der in Fahrtrichtung linken Seite fand sich ein Kleiderschrank, optional mit einer Heizung (Solar 3000 aus DDR-Produktion oder Trumatic 3002 aus westdeutscher Produktion).
Auf der in Fahrtrichtung rechten Seite fand sich ein halbhoher Schrank, teilweise mit einem Kühlschrank ausgestattet.

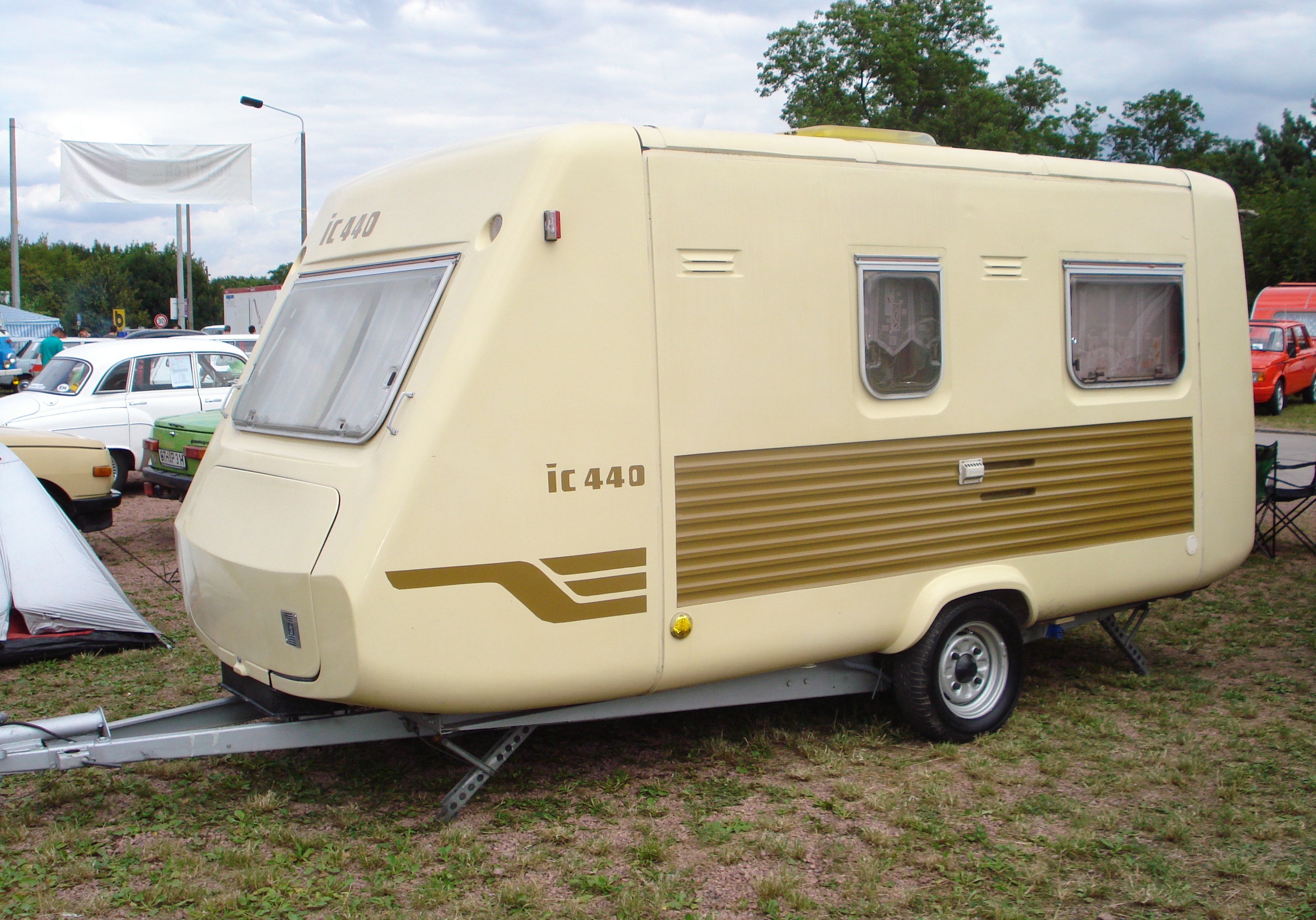
Intercamp 440 N

Vom IC 440 gab es im Wesentlichen ebenfalls zwei Aufbauversionen: den IC 440 N und den IC 440 T.
Beide Versionen besitzen sowohl in der Front als auch im Heck eine Sitzgruppe, die zur Schlaffläche umgebaut werden kann.
Der IC 440 T hat auf der linken Seite einen Kleiderschrank, darin im unteren Bereich z. T. eine Heizung (Solar 3000 aus DDR-Produktion oder Trumatic 3002 aus westdeutscher Produktion) und einen Sanitärraum. Gegenüber befindet sich die Küche, bestehend aus Spülbecken, zweiflammigem Propangasherd und einem Ober- und Unterschrank, wobei letzterer teilweise mit einem Kühlschrank ausgestattet war.
Der IC 440 N verfügte im Unterschied zum IC 440 T über eine Küche auf der linken Seite und einen Kleiderschrank, darin im unteren Bereich optional eine Heizung (Solar 3000 aus DDR-Produktion oder Trumatic 3002 aus westdeutscher Produktion) und einen halbhohen Schrank, als „TV-Möbel“ bezeichnet.
Weitere geplante Modelle waren der IC 400 (ein am Bug gekürzter IC 440), der IC 460 (zumindest optisch – im Vergleich zum IC 355/440 – eine Neuentwicklung), der IC 530 (ein um 70 cm verlängerter IC 460) und der IC 600 (ein wiederum um 70 cm verlängerter IC 530 mit abgeschrägtem Bug).

## Modellpflege
Im Zeitraum bis 1977 wurden einige Änderungen an allen Modellen vorgenommen. Unter anderem wurde die Höhe der Kupplungsklaue von 430 auf 380 mm herabgesetzt, weil es vor allem in Verbindung mit den Zugfahrzeugen Schiguli, Dacia 1300 und Polski Fiat 125p zu Bodenkontakt kommen konnte. Außerdem wurden Änderungen an der Sperre für Rückwärtsfahrt vorgenommen. Die anfänglichen Kunststoffmöbel wurden auch in der Basisausführung durch Holzmöbel ersetzt, um den Wohnkomfort zu steigern. Im Kleiderschrank war Platz für eine Propangasheizung und im Küchenschrank Platz für einen 60-Liter-Kühlschrank vorgesehen. Außerdem wurde ein weiteres Vorzelt entwickelt, das sich besonders für Dauercamper eignet. Stand 1977 war der Intercamp in zwei Ausführungen erhältlich:
- Standard: einfarbige Außenlackierung in Weiß oder Zitronengelb; Holzmöbel aus einwandigen 3-mm-Furnierplatten
- Luxus: zweifarbige Außenlackierung; doppelwandige Holzmöbel mit verschiedenen Furnieren; blau eingefärbte Piacrylfenster; hochwertigere Teppiche und Bezüge

## Fahrgestelle
Die IC 355 verfügten meist über Fahrgestelle aus DDR-Produktion, diese entsprachen weitgehend dem Fahrgestell des Bastei. Sie hatten Drehstabachsen mit 700 kg bzw. später 800 kg Traglast. Es gab hydraulische Auflaufbremsen in verschiedenen Versionen. Einige der unter dem Namen „Oase“ in der Bundesrepublik vertriebenen IC 355 hatten Fahrgestelle der Firma Knott oder AL-KO.
Die IC 440 hatten Fahrgestelle der Firma Alko aus der Bundesrepublik oder Fahrgestelle aus DDR-Produktion, die sich stark an den AL-KO-Fahrwerken orientierten. Viele Teile der Achse und der Bremsen stammten aus dem IFA-Teileregal und finden sich auch beim Wartburg 353 oder dem Barkas B 1000 wieder.
Die Fahrgestelle aus westdeutscher Produktion waren verzinkt, die aus DDR-Produktion waren meist nur schwarz lackiert.

## Aufbau
Der Aufbau besteht wie beim QEK Junior aus GFK (glasfaserverstärktes, ungesättigtes Polyesterharz, GUP), wobei im Unterschied zu diesem eine Vollisolierung durch PUR-Schaum erreicht wurde. Einen vollisolierten Wohnwagen hatte es bereits zuvor in der DDR gegeben, den Typ Apolda, der jedoch in nur geringer Stückzahl produziert wurde und auf einen Holzrahmen aufbaute. Der Aufbau des Intercamp hingegen ist im Normalfall verrottungsfest, was gegenüber konventionellen Caravans mit einem Holzskelett ein Vorteil ist.
In den sechziger Jahren gab es in verschiedenen Ländern Wohnwagen mit GFK-Aufbau, z. B. von der italienischen Firma Lander, in der Bundesrepublik von Schäfer oder dem holländischen Hersteller Biod.

## Vertrieb
Der Intercamp wurde in erster Linie entwickelt, um ihn im so genannten „nichtsozialistischen Wirtschaftsgebiet“ (NSW) zu verkaufen. Er sollte der DDR die raren Devisen bringen. Der Vertrieb in der Bundesrepublik erfolgte über die Firma Fritz Berger in Neumarkt unter dem Namen Berger Oase. Der IC 440 soll, je nach Ausstattung, etwa 9.000 D-Mark gekostet haben. Auch in den Niederlanden wurden ICs verkauft.
In der DDR selbst wurden (mit Wartezeit) ebenfalls Intercamps verkauft, allerdings in einfacheren Ausführungen (kein Kühlschrank, einfachere oder keine Heizung, Kocher-Spülen-Kombination aus Kunststoff, mitunter auch aus Stahlemaille statt Edelstahl) sowie „Rückläufer“ aus der BRD, die von der Firma Fritz Berger qualitätsbedingt nicht angenommen wurden, und zu relativ hohen Preisen. Ein IC 440 soll 42.705 DDR-Mark gekostet haben, ein IC 355 15.000 DDR-Mark. Eine weitere Möglichkeit, ohne Wartezeit einen IC zu erhalten, war der DDR-GENEX-Geschenkhandel. Hier wurden in diversen Katalogen beide Modelle (in den einfacheren Ausführungen) für ca. 14.250 D-Mark angeboten. Neben den genannten Modellen gab es eine Reihe Prototypen, die nie in die Serienfertigung überführt wurden. Wie die Serienmodelle hatten diese Aufbauten aus glasfaserverstärktem Kunststoff mit Polyurethan-Isolierung und waren zudem größer als die in Serie gefertigten Modelle.

## Testberichte
Verglichen mit dem Bastei wurde der Intercamp HS als der gelungenere Wohnwagen dieser Klasse beurteilt. Der Fahrwiderstand war durch einen geringeren Luftwiderstand und geringere Eigenmasse erheblich geringer, bei annähernd gleichem Nutzwert. Auch äußerlich wurde der Intercamp im Gegensatz zum Bastei als „positives Beispiel industrieller Formgestaltung“ bewertet. Der Intercamp war der erste zweischalige, vollisolierte Kunststoff-Wohnwagen aus DDR-Produktion, was entsprechend gelobt wurde. Allerdings konnte sich Schwitzwasser an den einschichtigen Fenstern bilden. Die Fahreigenschaften wurden von aufgetretenen Störungen an den Stoßdämpfern abgesehen als ausgezeichnet bewertet. Die Verarbeitungsqualität war nicht perfekt, aber hinterließ insgesamt einen positiven Eindruck. Der unverkleidete Kunststoff im Innenraum wurde als nüchtern und unfertig wirkend kritisiert, eine Ausstattungsvariante mit Holzauskleidung war wesentlich teurer.
Für Wintercamping eignete sich der Intercamp durchaus. Ein Abkühlungstest bei Außentemperaturen nahe dem Gefrierpunkt ergab, dass der auf 25 °C geheizte Innenraum nach etwa 4 Stunden auf etwa 8 °C abgekühlt war, während im Bastei unter gleichen Bedingungen nur noch 4,5 °C gemessen wurden. Die Ursache wurde in der fehlenden Isolierung des Hutdachs sowie größeren Fensterflächen des Bastei gesehen.